# 台湾大口食べ歩き
台湾大口食べ歩き（大口吃遍台灣）は、台湾のグルメ番組である。グルメレポーターは日本人のMatsu（阿松,松田直弥,zh:松田直彌）。元々はJET TVで放送していたが、2010年4月からは國興衛視(zh:國興衛視)で放送している。

## 番組内容
Matsuが台湾の地方を周り、日本人の視点で食べた物を評価する。

## 書籍
- 「大口吃遍台灣：小吃篇」（四塊玉）[1]

## その他
- Matsuは香菜嫌いなので、毎回いつも香菜を入れないように頼む。
- Matsuは番組中で注文したものはすべて食べる。

## 賞
- 財団法人廣播電視事業発展基金会、優良テレビ番組